# 聖母戴冠 (フィリッポ・リッピ)
『聖母戴冠』（せいぼたいかん、伊: Incoronazione Maringhi）は、フィレンツェのウフィツィ美術館にあるイタリアのルネサンス期の巨匠フィリッポ・リッピによる聖母戴冠の絵画である。

## 歴史
サン・タンブロージョ教会の検察官であるフランチェスコ・マリンギは、1441年に亡くなった後、教会の高い祭壇に新しい絵画を描くために資金を残した。 1447年までの作業への支払いの請求書は保存されている。フランチェスコが亡くなったので、画面の右の洗礼者ヨハネの横に、奉納者の１人として描きこまれている司祭ドメニコ・マリンギによって保管された。
1430年代後半、修道士フィリッポ・リッピは、サンタ・マリア・デル・カルミネ教会の修道院を去り、自身の芸術工房を開いた。しかし、助手や見習いに支払うのに十分なお金がなかったため、２人の通常の協力者、フラ・カルネヴァーレとフラ・ディアマンテ、そして知られていない「画家ピエロ・ディ・ロレンツォ」と仕事をした。しかし、『聖母戴冠』のために、リッピは鍍金の額縁を担当していた合計6人の外部画家を呼び寄せなければならなかった。もともとこの作品には裾絵 (プレデッラ) があったが、現在はベルリン美術館にある『聖アンブロジウスの奇跡』の小さなパネルを除いて、失われた。
この作品は制作後すぐに賞賛され、多くの画家によって複製された。絵画は、盗まれた1810年までサン・タンブロージョに残っていた。その後、アカデミア美術館に売却され、そこからウフィツィ美術館に移された。

## 概要
作品は、アーチによって3つの部分に分割された単一のパネルで構成されている。中央のアーチの側面には、受胎告知の天使と聖母マリアを描いた２つのトンド（円形画）がある。
中央場面には、非公式な立場で描かれた聖書の人物、天使、聖人、修道士の群衆が描かれている。ほとんどは、おそらく既存の人々の肖像画である。前景にいる修道士と天使たちは、描かれた架空の世界と、それを見る鑑賞者の現実世界の橋渡しとなっている。実際、1人の修道士は左側から場面に入ってくるところであり、1人の天使は場面を立ち去ろうとしている。そして2人とも額縁から上半身だけを見せている。
通常通り、場面は天国に設定されているが、リッピは時代遅れの金色の背景を避け、天国の7つの部分をほのめかす縞模様の空に置き換えている。真ん中の支配的位置には、遠近法で描かれた壮大な大理石の玉座の中にキリストと戴冠されようとしている、ひざまずく聖母がいる。リッピの他の絵画で特徴となっている貝殻の形をした壁龕が含まれている。
4人の天使が金色のリボンを持っており、下の階には一連のひざまずく聖人がいる。左右には、ロレンツォ・モナコによる『聖母戴冠』など古い作品の多人数の聖歌隊に触発された、聖人と天使からなる二つの集団がいる。両側の集団のいる一段高くなった床は、頂点が聖母の頭部である透視図法的三角形を形成している。
真ん中の人物の中には、息子、妻と一緒にいる聖エウスタキウス（教会で最も重要な祭壇の1つである）と、マグダラのマリアを認めることができる。サン・タンブロージョ修道院の聖歌隊から離れた位置にいる修道女によって下から見られたときに、これらの人物は、画家が正しくはこのように見られると想像した方法により通常よりも短縮して描かれている。
右横にひざまずくのは作品の依頼者で、その前の巻紙には、「ISTE PERFECIT OPUS」（これで作品が完成しました）と書かれている。左側には、カルメル会の修道服を着たフィリッポ・リッピの自画像がある。側面に立っているのは、教会の2人の名誉ある聖人、聖アンブロジウス（左）と洗礼者ヨハネ（右）であり、その厳格な表現はマサッチオの影響を明らかにしている。
この絵画は、1855年に出版されたロバート・ブラウニングの詩集『男と女』中の詩、『フィリッポ・リッピ』の344行から389行までで詳しく記述されている。